# 958

## Nașteri
- Vasile al II-lea al Bizanțului, împărat bizantin din dinastia macedoneană (d. 1025)

## Decese
- Mastalus al II-lea de Amalfi, primul duce de Amalfi (din 957), (n. ?)